# Sluis bij Iffezheim
De Sluis bij Iffezheim is een schutsluis in de Rijn bij Iffezheim in Baden-Württemberg, Duitsland. Er zijn voor de scheepvaart twee sluiskolken. Ten westen van de sluis, richting Frankrijk, ligt nog een waterkrachtcentrale, een vistrap en een overlaat om het teveel aan water veilig af te voeren.

## Ligging
De sluis ligt in de Rijn tussen Iffezheim in Duitsland en Roppenheim in de Franse Elzas. Langs de sluis en waterkrachtcentrale ligt de belangrijke Bundesstraße 500 die beide landen verbindt. Het complex ligt ter hoogte van Rijnkilometer 334.

## Geschiedenis

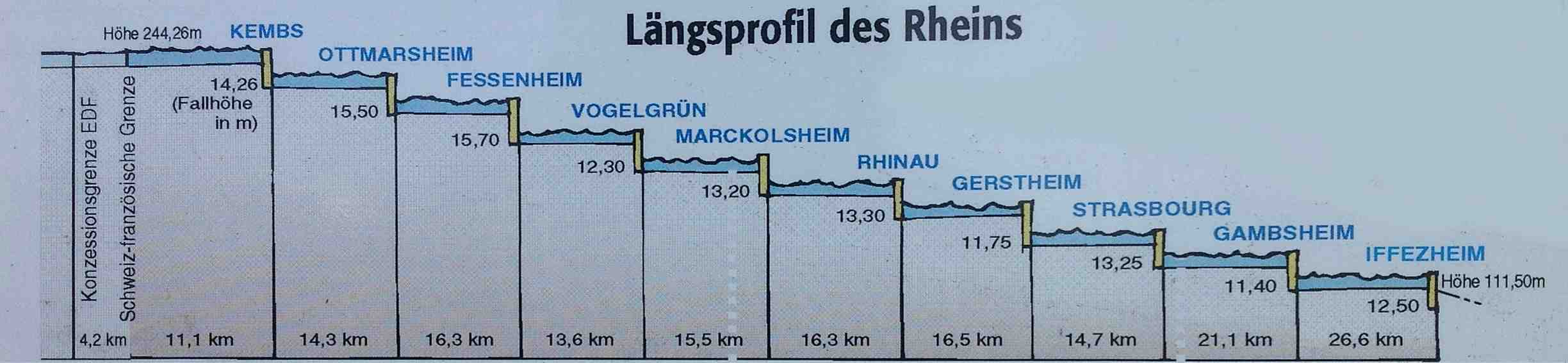
Hoogtekaart Rijn tussen Kembs en Iffezheim

De Rijn kent tussen Basel en Iffezheim een groot verval. Voor de scheepvaart was dit een groot probleem. In 1840 sloten het groothertogdom Baden en Frankrijk al een verdrag om de Rijn te verbeteren voor de scheepvaart. In 1928 werd begonnen met de aanleg van een kanaal, parallel aan de Rijn, om dit te bereiken. Tussen Kembs en Vogelgrun werden vier waterwerken gebouwd, gevolgd door een tweede bouwperiode vanaf 1959 tussen Marckolsheim en Straatsburg. In 1969 werd een besluit genomen om een sluis te bouwen bij Iffezheim.

## Werken

### Schutsluis

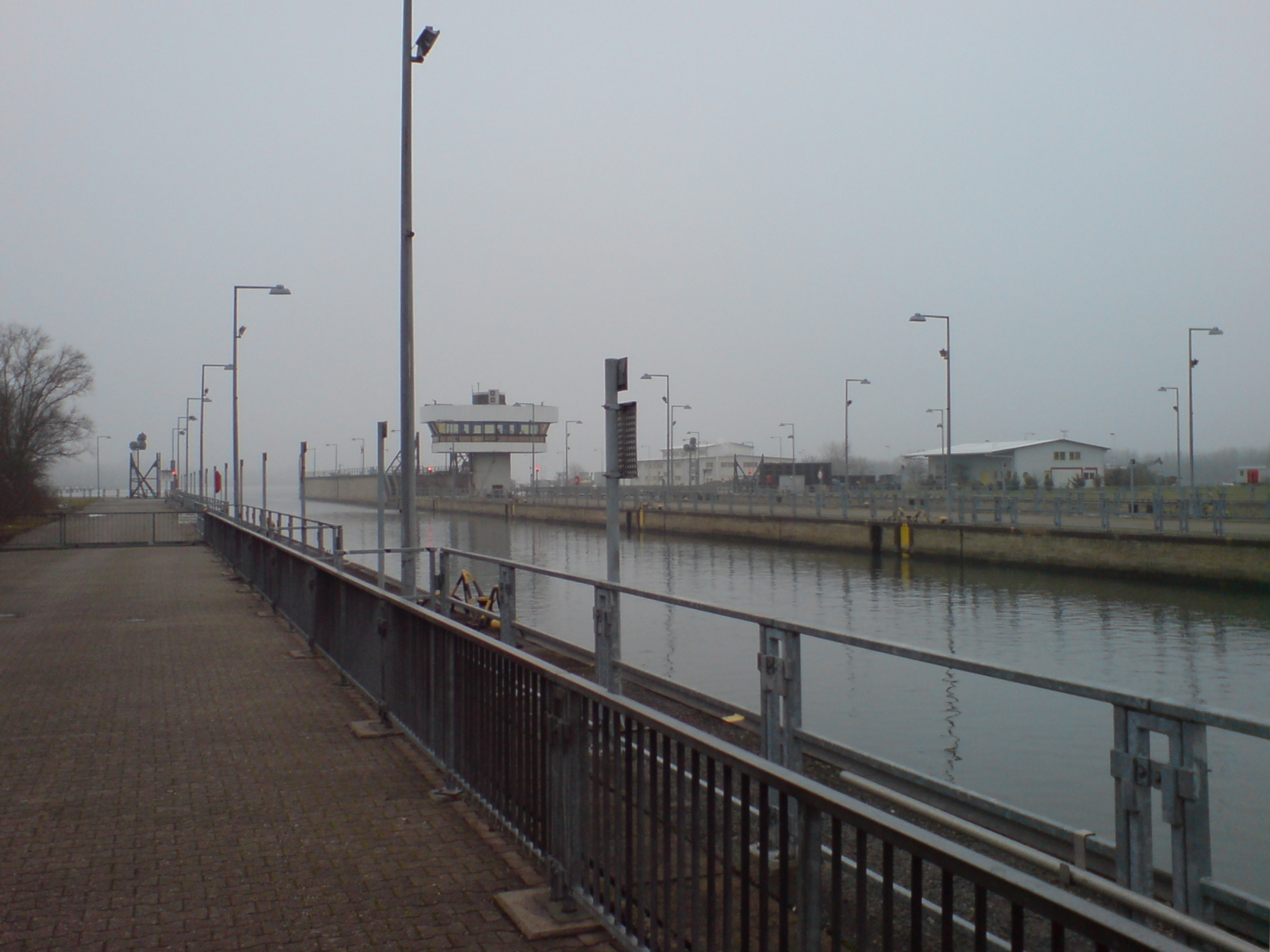
Zicht op sluis naar het zuiden

Op 14 maart 1977 kwam de schutsluis in gebruik. Elke sluiskolk heeft een lengte van 270 meter en is 24 meter breed. Het te overbruggen hoogteverschil is maximaal 12,5 meter. Per seconde stroomt er 165 m3 water in of uit de sluiskamer en per minuut stijgt of daalt een binnenvaartschip ongeveer 1,5 meter. Bij het schutten is in totaal ongeveer 77.000 m3 water nodig. De sluisdeuren schuiven open en de schepen varen stroomafwaarts onder de vaste brug van de Bundesstraße 500 door naar het noorden. De sluizen zijn continu in gebruik en jaarlijks passeert er zo’n 30 miljoen ton aan goederen.

### Vistrap
De sluis en waterkrachtcentrale zijn een onoverkomelijke barrière voor vissen die verder stroomopwaarts willen zwemmen. In 2000 is een vistrap geopend.

### Waterkrachtcentrale

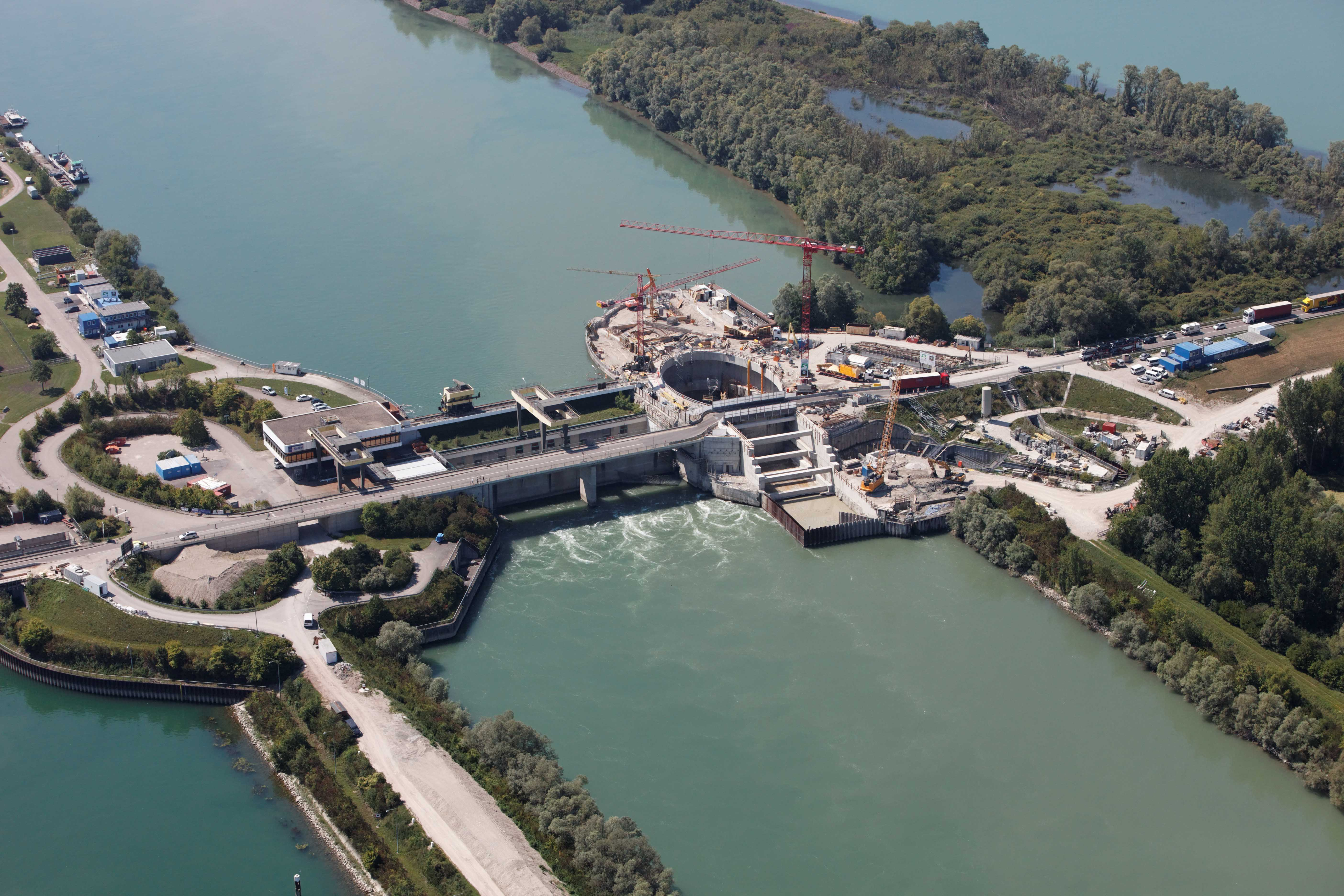
Waterkrachtcentrale bij Iffezheim

De waterkrachtcentrale werd in 1978 in gebruik genomen en is eigendom van Rheinkraftwerk Iffezheim GmbH en de Centrale Electrique Rhénane de Gambsheim. Beide bedrijven zijn weer in handen, voor elk 50%, van EnBW Kraftwerke AG en Électricité de France (EDF).
In de centrale waren aanvankelijk vier turbines opgesteld met bladen van 5,8 meter. Bij ongeveer 100 toeren per minuut is de capaciteit per turbine ongeveer 27 megawatt (MW). Later is een vijfde en grotere turbine bijgeplaatst. Deze heeft een diameter van 6,8 meter waarmee de totale productiecapaciteit op 148 MW is gekomen. Deze turbine is medio 2013 in gebruik genomen. Het is daarmee de grootste waterkrachtcentrale van zijn soort in Duitsland en levert voldoende elektriciteit voor 250.000 huishoudens.